# Paradise Tour
Paradise Tour je druhé koncertní turné americké zpěvačky Lany Del Rey na podporu jejího třetího EP Paradise. S tímto turné navštívila Evropu, Asii a Severní a Jižní Ameriku. V roce 2014 oznámila, že bude v koncertování pokračovat a zveřejnila data pro Severní Ameriku a později i pro evropské festivaly. Na druhé části turné propagovala svůj nový singl West Coast a později i pár dalších písní z nového alba Ultraviolence.

## Seznam písní

### 2013
1. Cola
2. Body Electric
3. Gods & Monsters
4. Blue Jeans
5. Born to Die
6. Heart-Shaped Box (v originále zpívá Nirvana) (pouze na vybraných koncertech)
7. Carmen
8. Young and Beautiful
9. Million Dollar Man
10. Blue Velvet
11. American
12. Without You
13. Knocking on Heaven's Door (v originále zpívá Bob Dylan)
14. Ride
15. Summertime Sadness
16. Burning Desire (pouze na vybraných koncertech)
17. Video Games
18. National Anthem

- Na vystoupení 27. dubna a 28. dubna 2013 v Paříži zazpívala "I Love Paris".

### 2014
1. Cruel World (od 9. října 2014)
2. Cola
3. Body Electric
4. Blue Jeans
5. West Coast
6. Born to Die
7. Ultraviolence (od 25. května 2014)
8. Old Money (od 6. října 2014)
9. Carmen
10. Gods & Monsters
11. Young and Beautiful
12. Million Dollar Man
13. Summertime Sadness
14. Ride
15. Video Games
16. National Anthem

- Na vystoupení 15. července 2014 v Cork a 17. července 2014 v Carcassonne zazpívala "Money Power Glory".
- Na vystoupení 17. července 2014 v Carcassonne zazpívala "Fucked My Way Up to the Top".
- Na vystoupení 8. října 2014 v Monterrey zazpívala "Dark Paradise".
- Na vystoupení 18. října 2014 v Los Angeles zazpívala "Shades of Cool".

## Seznam vystoupení
| Evropa             |                |                        |                                                          |
| 3. dubna 2013      | Amnéville      | Francie                | Galaxie Amnéville                                        |
| 5. dubna 2013      | Kodaň          | Dánsko                 | Tap 1                                                    |
| 6. dubna 2013      | Hamburg        | Německo                | O2 World                                                 |
| 8. dubna 2013      | Stockholm      | Švédsko                | Annexete                                                 |
| 10. dubna 2013     | Oslo           | Norsko                 | Oslo Spektrum                                            |
| 12. dubna 2013     | Kodaň          | Dánsko                 | Falconer                                                 |
| 13. dubna 2013     | Praha          | Česko                  | Archa Theatre                                            |
| 15. dubna 2013     | Berlín         | Německo                | Velodrom                                                 |
| 17. dubna 2013     | Düsseldorf     | Německo                | Mitsubishi Electric Halle                                |
| 19. dubna 2013     | Vídeň          | Rakousko               | Gasometer                                                |
| 20. dubna 2013     | Frankfurt      | Německo                | Jahrhunderthalle                                         |
| 25. dubna 2013     | Mnichov        | Německo                | Zenith                                                   |
| 27. dubna 2013     | Paříž          | Francie                | L'Olympia                                                |
| 28. dubna 2013     | Paříž          | Francie                | L'Olympia                                                |
| 30. dubna 2013     | Lucemburk      | Lucembursko            | Rockhall                                                 |
| 1. května 2013     | Ženeva         | Švýcarsko              | Arena Geneva                                             |
| 3. května 2013     | Turín          | Itálie                 | PalaOlimpico                                             |
| 4. května 2013     | Monako         | Monako                 | Ópera de Montecarlo                                      |
| 6. května 2013     | Řím            | Itálie                 | PalaLottomatica                                          |
| 7. května 2013     | Milán          | Itálie                 | Alcatraz                                                 |
| 9. května 2013     | Madrid         | Španělsko              | La Riviera                                               |
| 12. května 2013    | Birmingham     | Anglie                 | O2 Academy Birmingham                                    |
| 13. května 2013    | Birmingham     | Anglie                 | O2 Academy Birmingham                                    |
| 16. května 2013    | Glasgow        | Skotsko                | SECC                                                     |
| 19. května 2013    | Londýn         | Anglie                 | Hammersmith Apollo                                       |
| 20. května 2013    | Londýn         | Anglie                 | Hammersmith Apollo                                       |
| 23. května 2013    | Manchester     | Anglie                 | O2 Apollo Manchester                                     |
| 24. května 2013    | Manchester     | Anglie                 | O2 Apollo Manchester                                     |
| 26. května 2013    | Dublin         | Irsko                  | Vicar Street                                             |
| 27. května 2013    | Dublin         | Irsko                  | Vicar Street                                             |
| 29. května 2013    | Amsterdam      | Nizozemsko             | Heineken Music Hall                                      |
| 31. května 2013    | Brusel         | Belgie                 | Forest National                                          |
| 2. června 2013     | Varšava        | Polsko                 | Torwar Hall                                              |
| 4. června 2013     | Vilnius        | Litva                  | Siemens Aren                                             |
| 10. června 2013    | Kyjev          | Ukrajina               | Palacio Nacional de las Artes de Ucrania                 |
| 12. června 2013    | Minsk          | Bělorusko              | Minsk Arena                                              |
| 14. června 2013    | Riga           | Lotyšsko               | Riga Arena                                               |
| 16. června 2013    | Helsinky       | Finsko                 | Hartwall Areena                                          |
| 5. července 2013   | Barcelona      | Španělsko              | Palacio Real de Pedralbes                                |
| 8. července 2013   | Atény          | Řecko                  | Terra Vibe Park                                          |
| Asie               |                |                        |                                                          |
| 10. července 2013  | Byblos         | Libanon                | Byblos Seaside Amphitheater                              |
| Evropa             |                |                        |                                                          |
| 15. července 2013  | Moskva         | Rusko                  | Crocus City Hall                                         |
| 17. července 2013  | Petrohrad      | Rusko                  | The New Arena                                            |
| Severní Amerika    |                |                        |                                                          |
| 1. srpna 2013      | Chicago        | Spojené státy americké | House of Blues                                           |
| 2. srpna 2013      | Chicago        | Spojené státy americké | Grant Park                                               |
| Evropa             |                |                        |                                                          |
| 20. září 2013      | Istanbul       | Turecko                | Maçka Küçükçiftlik Park                                  |
| Severní Amerika    |                |                        |                                                          |
| 4. listopadu 2013  | Mexico City    | Mexiko                 | Pepsi Center WTC                                         |
| Jižní Amerika      |                |                        |                                                          |
| 7. listopadu 2013  | Belo Horizonte | Brazílie               | Chevrolet hall                                           |
| 9. listopadu 2013  | São Paulo      | Brazílie               | Campo do Marte                                           |
| 10. listopadu 2013 | Rio de Janeiro | Brazílie               | Citibank Hall                                            |
| 12. listopadu 2013 | Santiago       | Chile                  | Movistar Arena                                           |
| 14. listopadu 2013 | Buenos Aires   | Argentina              | Tecnópolis                                               |
| Severní Amerika    |                |                        |                                                          |
| 11. dubna 2014     | Las Vegas      | Spojené státy americké | The Cosmopolitan festival                                |
| 13. dubna 2014     | Indio          | Spojené státy americké | Coachella Festival                                       |
| 15. dubna 2014     | Phoenix        | Spojené státy americké | Comerica Theatre                                         |
| 18. dubna 2014     | San Francisco  | Spojené státy americké | Bill Graham Civic Auditorium                             |
| 20. dubna 2014     | Indio          | Spojené státy americké | Coachella Festival                                       |
| 23. dubna 2014     | Grand Prairie  | Spojené státy americké | Verizon Theatre at Grand Prairie                         |
| 25. dubna 2014     | New Orleans    | Spojené státy americké | The Sugarmill                                            |
| 27. dubna 2014     | Miami          | Spojené státy americké | The Fillmore                                             |
| 28. dubna 2014     | Orlando        | Spojené státy americké | Hard Rock Cafe                                           |
| 1. května 2014     | Atlanta        | Spojené státy americké | The Tabernacle                                           |
| 2. května 2014     | Nashville      | Spojené státy americké | Ryman Auditorium                                         |
| 5. května 2014     | Montreal       | Kanada                 | Bell Center                                              |
| 6. května 2014     | Boston         | Spojené státy americké | House of Blues                                           |
| 8. května 2014     | Wallingford    | Spojené státy americké | Toyota Presents the Oakdale Theatre                      |
| 10. května 2014    | Columbia       | Spojené státy americké | Sweetlife Festival                                       |
| 11. května 2014    | Philadelphia   | Spojené státy americké | Skyline Stage at the Mann Center for the Performing Arts |
| 13. května 2014    | Toronto        | Kanada                 | Sony Centre for Performing Arts                          |
| 15. května 2014    | Detroit        | Spojené státy americké | Masonic Temple Theatre                                   |
| 16. května 2014    | Chicago        | Spojené státy americké | Aragon Ballroom                                          |
| 19. května 2014    | Morrison       | Spojené státy americké | Red Rocks Amphitheatre                                   |
| 25. května 2014    | Vancouver      | Kanada                 | PNE Amphitheater                                         |
| 27. května 2014    | Seattle        | Spojené státy americké | WaMu Theater                                             |
| 30. května 2014    | Los Angeles    | Spojené státy americké | Shrine Expo Hall                                         |
| Evropa             |                |                        |                                                          |
| 13. června 2014    | Aarhus         | Dánsko                 | Northside Festival                                       |
| 14. června 2014    | Bergen         | Norsko                 | Bergenfest                                               |
| 20. června 2014    | Berlín         | Německo                | Citadel Music Festival                                   |
| 26. června 2014    | Norrköping     | švédsko                | Bråvalla Festival                                        |
| 28. června 2014    | Pilton         | Anglie                 | Glastonbury Festival                                     |
| 4. července 2014   | Monte Carlo    | Monako                 | Sporting Club                                            |
| 5. července 2014   | Barcelona      | Španělsko              | Vida Festival                                            |
| 15. července 2014  | Cork           | Irsko                  | Live At The Marquee                                      |
| 17. července 2014  | Carcassonne    | Francie                | Festival de Carcassonne                                  |
| 24. července 2014  | Saint-Cloud    | Francie                | Rock en Seine                                            |
| 25. července 2014  | Paříž          | Francie                | Le Trianon                                               |
| Severní Amerika    |                |                        |                                                          |
| 19. září 2014      | Atlanta        | Spojené státy americké | Music Midtown Festival                                   |
| 3. října 2014      | Austin         | Spojené státy americké | Austin City Limits Festival                              |
| 6. října 2014      | Mexico City    | Mexiko                 | Auditorio Nacional                                       |
| 7. října 2014      | Mexico City    | Mexiko                 | Auditorio Nacional                                       |
| 8. října 2014      | Monterrey      | Mexiko                 | Foro Alive                                               |
| 11. října 2014     | Austin         | Spojené státy americké | Austin City Limits Festival                              |
| 17. října 2014     | Los Angeles    | Spojené státy americké | Hollywood Forever Cemetery                               |
| 18. října 2014     | Los Angeles    | Spojené státy americké | Hollywood Forever Cemetery                               |